# Flip chart

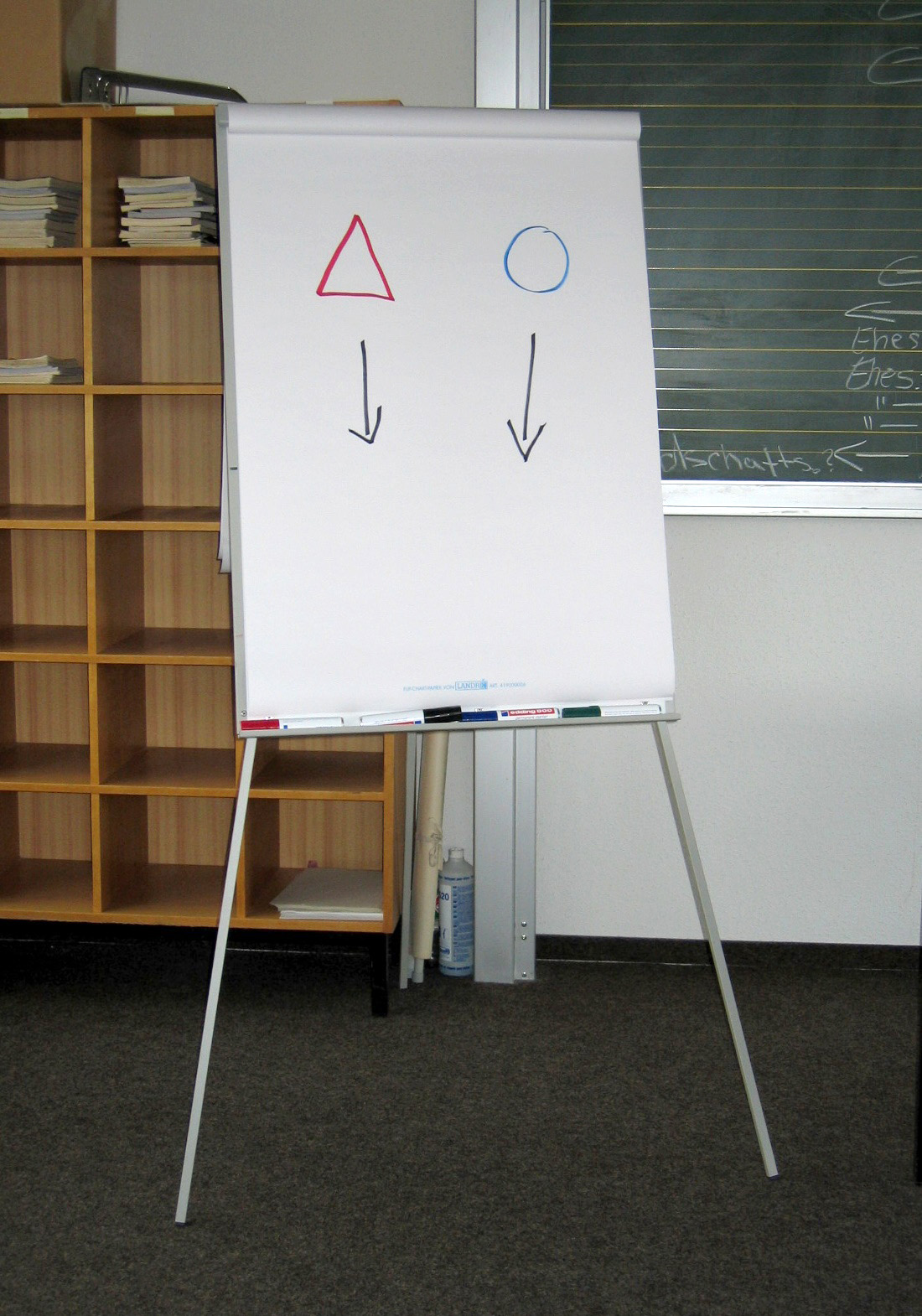
Un flip chart

Un flip chart o bloc de cavallet o s un article de papereria que consisteix en un bloc gran de fulls de paper. Normalment es fixa a la vora superior d'una pissarra blanca o es recolza en un trípode o en un cavallet de quatre potes. Aquests flip charts s'utilitzen habitualment per a presentacions. El text sol ser escrit a mà amb rotuladors i s'hi poden incloure figures o gràfics. El presentador dona la volta a cada full per continuar en una pàgina nova.

## Tipus
Tot i que generalment es recolza en un trípode, els flip charts poden tenir altres formes. Algunes d'aquestes són:
- Trípode metàl·lic (o cavallet): sol tenir 3 o 4 potes metàl·liques que s'uneixen entre si en una extremitat. A dues d'aquestes potes s'adjunta un tauler de suport per suportar el block de paper gran. Aquest és el tipus més comú de suport de flip charts.
- Flip chart autònom: s'assembla a una gran caixa amb forma de triangle isòsceles recolzat sobre la taula; com un llibre obert un angle de 270° sobre un tauler. El paper es gira d'un costat de la part superior de la caixa triangular a l'altre.
- Muntatge metàl·lic sobre rodes: sol tenir un tauler pla per suportar el bloc de paper i es munta sobre una o dues potes que després tenen un joc de rodes. L'avantatge d'aquestes formes més recents de suports és que fan més fàcil transportar el flip chart d'un lloc a un altre, i n'hi alguns automatitzats amb servomotors.[1]

## Ús
S'utilitzen una varietat de mides de paper, des del emprats en cavallets recolzat a terra, fins a les versions més petites de sobretaula, sempre subjectes a les mides de paper adoptades per cada país. Aquestes mides solen incloure A1, B1, 25" x 30" fins a 20" x 23".
Els flip charts s'utilitzen en molts escenaris i actuacions diferents, com ara:
- en qualsevol tipus de presentació improvisada amb papers en blanc modificant temes sobre la marxa
- en presentacions on els blocs de paper poden estar pre-escrits amb informació sobre un tema determinat
- per poder captar i registrar informació en reunions i sessions de pluja d'idees.
- per a l'ensenyament en general a les aules d'institucions docents de qualsevol tipus
- per al planteig d'estratègies en l'entrenament d'equips esportius
- com una pissarra de dibuix creatiu per a estudiants d'art
- com una paleta per a artistes en classes de "dibuix en viu".
- per registrar la informació rellevant a les plantes de fabricació

Alguns flip charts poden tenir una versió reduïda de la pàgina orientada al públic impresa a la part posterior de la pàgina anterior, cosa que permet que el presentador vegi el mateix que està veient el públic. Altres tenen notes didàctiques impreses al dors.

## Història
La patent més antiga coneguda d'un flip chart és del 8 de maig de 1913. Els flip charts s'utilitzen des de la dècada de 1900, el primer ús registrat d'un flip chart és una foto de 1912 de John Henry Patterson (1844-1922), director general de NCR mentre es dirigia al 100 Point Club al costat d'un parell de flip charts a rodes. El flip chart que coneixem (en una pissarra blanca petita) va ser inventat per Peter Kent als anys 70. Peter Kent va ser el fundador i CEO del grup de comunicacions visuals Nobo plc, que va ser la primera empresa a posar els grans trossos de paper sobre pissarres blanques, en lloc d'altres materials.

## Flip chart digital
Actualment s'han desenvolupat flip charts d'escriptura digital que a part de mostrar-ho al públic capta paraula per paraula tot el que s'escriu a mà. El grup d'acció per a discapacitats "Armless" ha afirmat que es tracta d'un important pas endavant perquè els col·lectius amb discapacitat tinguin conferències com les persones sense discapacitat.